# Tierra Silícea de Neuburg
La Tierra Silícea de Neuburg, en alemán Neuburger Kieselerde, es un conglomerado natural de partículas de gran finura de sílice y un contenido en caolinita que va del 20 al 40% en peso.
Los únicos yacimientos conocidos con esta composición particular se encuentran en los alrededores de la ciudad de Neuburg an der Donau, que se podría traducir como Neuburg del Danubio, puesto que dicha ciudad se encuentra en la ribera del mencionado río.
Debido a su origen puramente mineral, la Tierra Silícea de Neuburg se diferencia de la sílice o la tierra de diatomeas, aparecida sobre Kiesel y que tiene un origen biológico.
Actualmente sólo una empresa se dedica a la extracción de la Tierra Silícea de Neuburg, Hoffmann Mineral GmbH en Neuburg an der Donau. Anualmente se comercializan aproximadamente 55.000 toneladas y para ello deben ser extraídas 120.000 toneladas de material.
Tras la generación cuidadosa de lodos con agua de pozo, la parte fina de la tierra silícea se separa mediante hidrociclones. La Tierra Silícea de Neuburg se utiliza como material de carga con valor añadido o como material abrasivo / pulidor en diversas aplicaciones.
Por su pureza también es apta para usarse como suplemento dietético.

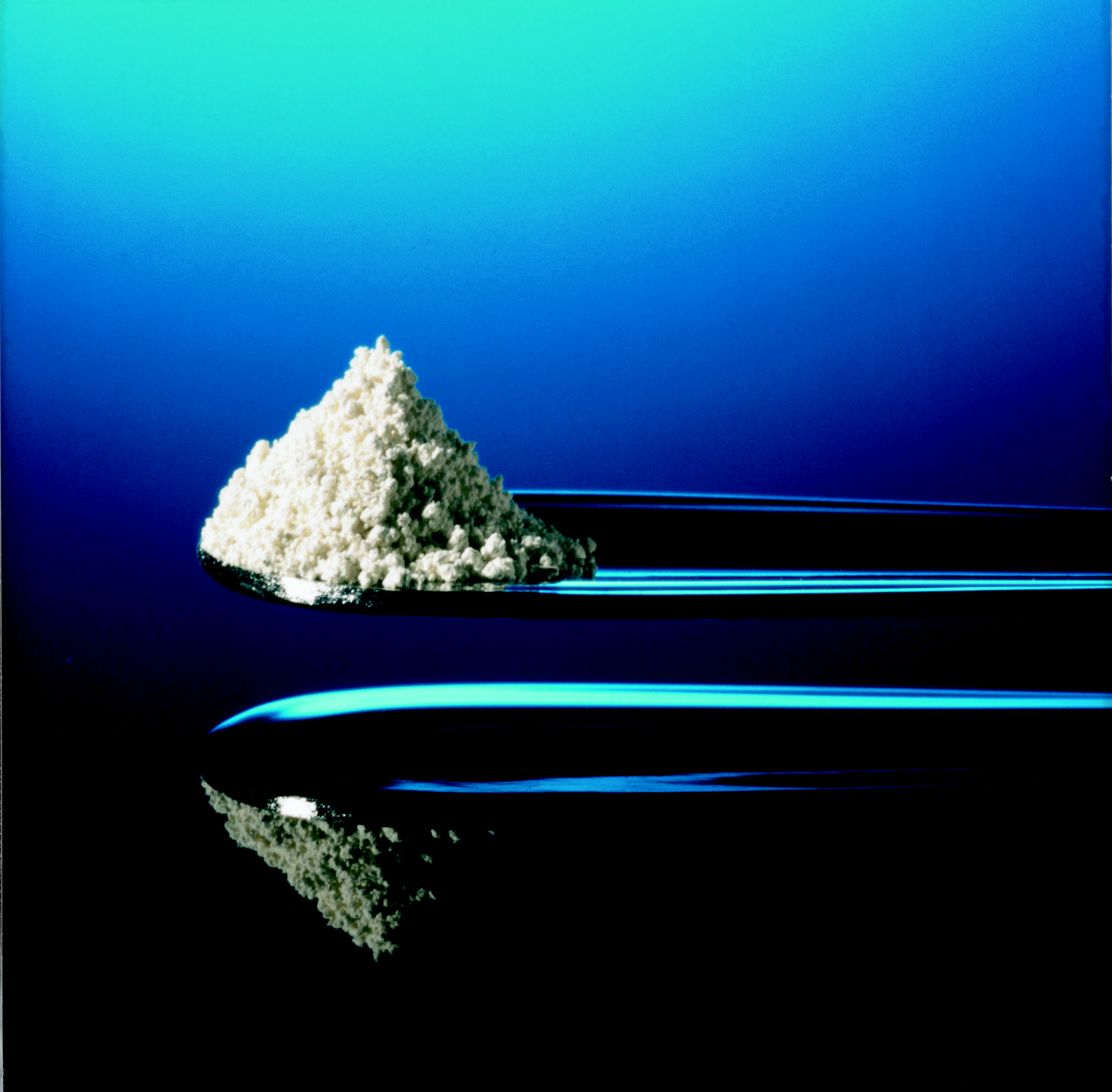
Tierra Silícea de Neuburg, producto acabado.

## Geología
La Tierra Silícea de Neuburg se originó hace entre 93 y 98 millones de años, en el Cenomaniense, la etapa más antigua del periodo Cretácico tardío donde, por aquel entonces se encontraba una bahía donde se produjo la sedimentación de los restos de masas graníticas de la región del Alto Palatinado (Oberpfalz). El fósil predominante es el Inoceramidae.

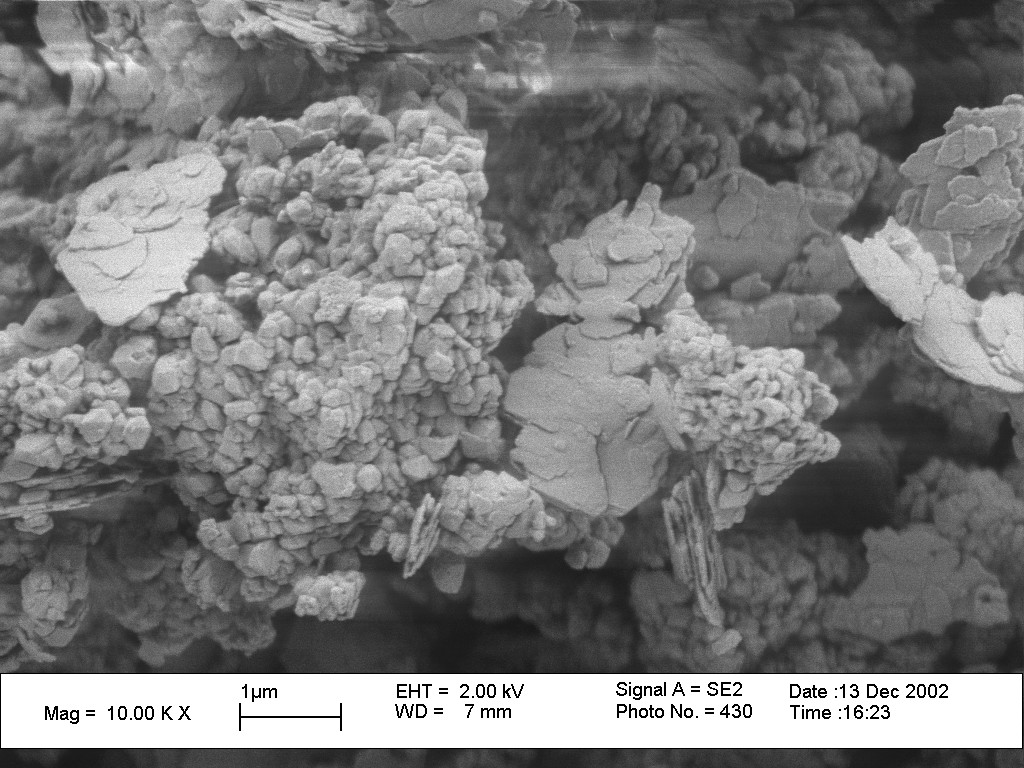
Estructura vista en microscopio de barrido electrónico.

## Mineralogía
La Tierra Silícea de Neuburg se originó supuestamente formando ya una mezcla. En lo esencial se compone de las más finas partículas de sílice criptocristalina (de apariencia amorfa y tamaño menor de 1 micrómetro), y sílice amorfa, con un porcentaje en peso del 60 al 80%, siendo el resto caolinita laminar. En la fracción silícea al contrario de lo supuesto en un principio no se trata de cuarzo puesto que características esenciales de éste no se presentan, sino de una modificación especial del óxido de silicio. Existe una discusión acerca de la influencia del “Evento de Ries”, el impacto de un meteorito que produjo la formación del Ries de Nördlingen.

## Localización y yacimientos
La Tierra Silícea de Neuburg se encuentra en simas y vetas entrantes en las capas calcáreas del jurásico. Con certeza los yacimientos más superficiales fueron conocidos desde siempre por los lugareños ya que apenas presentaban una fina capa de tierra sobre ellos. Los actuales se encuentran en la mayoría de los casos bajo capas geológicamente más jóvenes a profundidades entre cinco y veinte metros de profundidad. Antiguamente la prospección se realizaba mediante la extracción de probetas por taladro con instrumentos manuales. En la actualidad dicha extracción se realiza mediante taladros mecánicos que extraen el material de manera continua y más eficiente económicamente, si bien la Tierra Silícea se puede reconocer con facilidad in situ sin análisis especiales pues se diferencia claramente de la tierra común y la caliza.

## Extracción

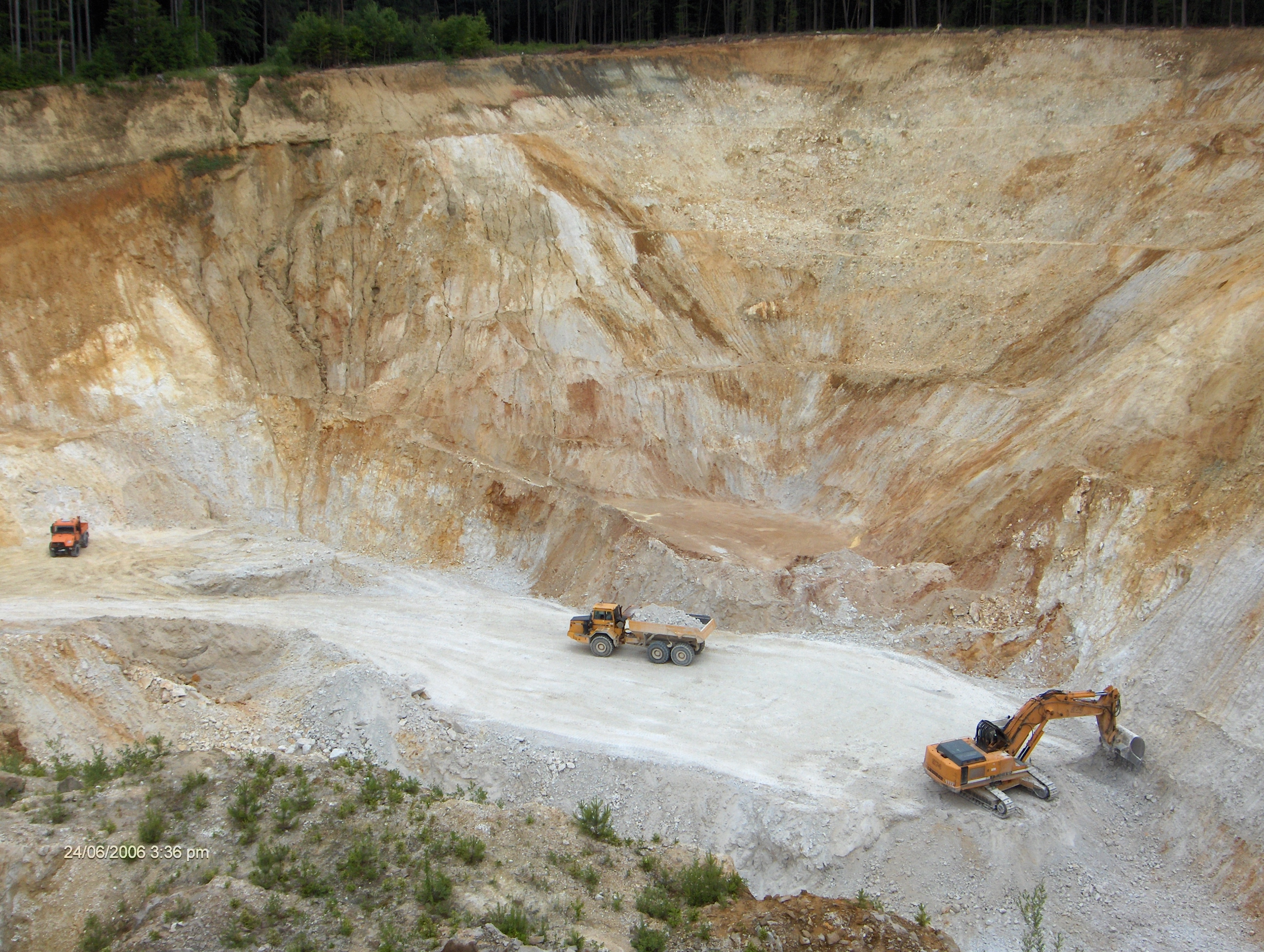
Mina a cielo abierto actual.

Los romanos ya utilizaban la Tierra Silícea de Neuburg para recubrimientos resistentes al fuego de hornos y para productos de arcilla. Ya a partir de 1830 se volvió a extraer el material de manera concreta. Químicos descubrieron la fórmula para la fabricación del pigmento extremadamente caro azul de ultramarino, para lo cual la Tierra Silícea de Neuburg se adecuaba perfectamente como ingrediente natural. Hasta bien entrado el siglo XIX la extracción se realizaba fundamentalmente a cielo abierto y en las capas más superficiales. A partir de finales de dicho siglo se comenzaron a abrir más minas subterráneas, ya que habitualmente era más fácil construir grutas que mover la totalidad de la tierra. Sin embargo gran parte del material no podía ser extraído por motivos estructurales y por ello a partir de 1979 las mucho más eficientes minas a cielo abierto sustituyeron a las subterráneas. Las modernas excavadoras no sólo son capaces de desplazar las capas superiores de material rápidamente sino que además debido a su gran potencia hacen que en raras ocasiones sean necesarias detonaciones.

## Reforestación y renaturización

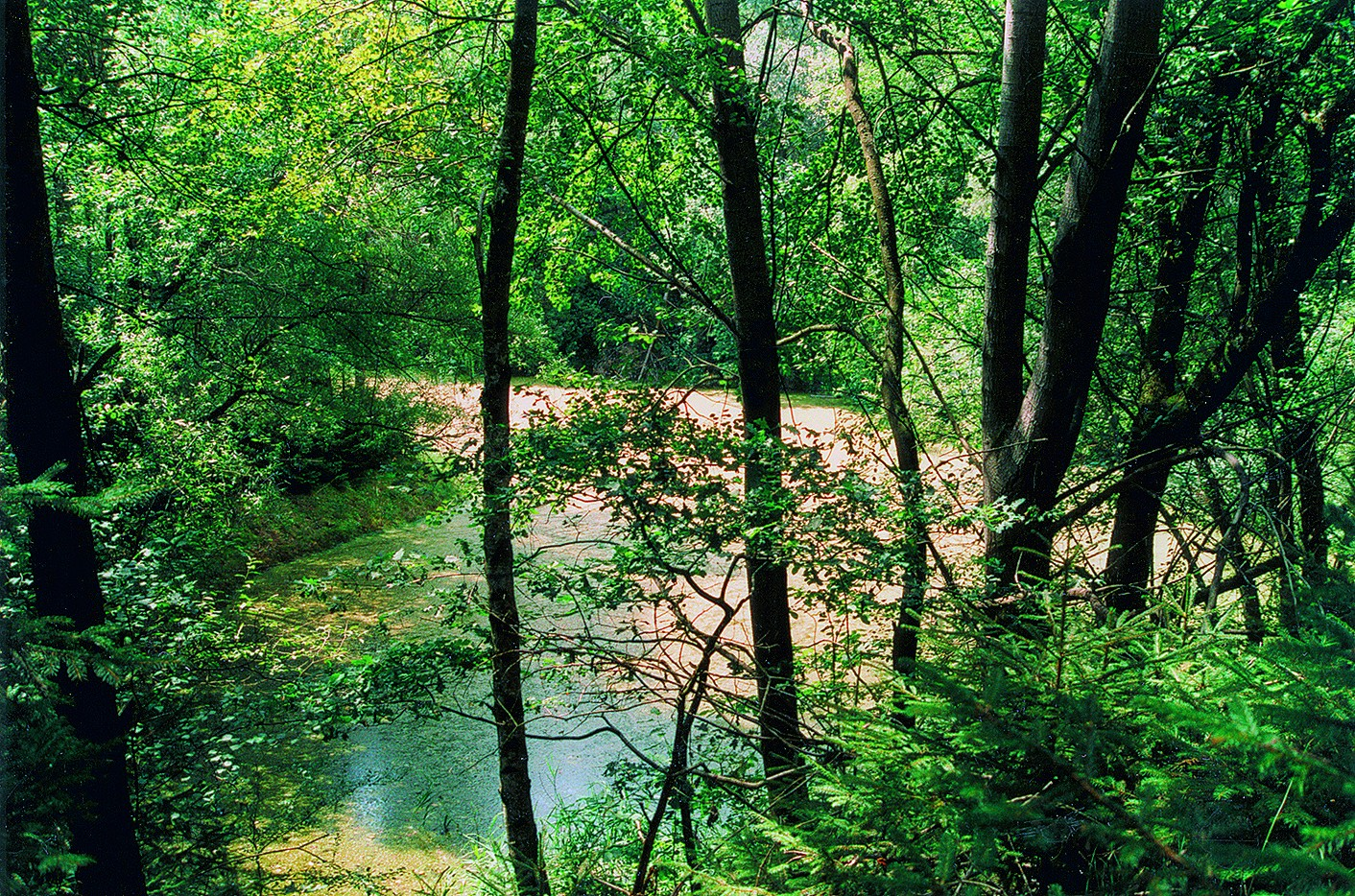
Biotopo en una charca.

La extracción de la Tierra Silícea de Neuburg supone una injerencia en la naturaleza que se compensa con el recultivo posterior de la zona. Cuando se termina la extracción en una mina, los grandes cráteres se rellenan con los restos no aprovechables, como arena y diversos tipos de roca. Para que se pueda plantar un bosque o realizar actividades agrícolas, adicionalmente se deposita una capa de humus. Además ya durante la explotación y con frecuencia, aparecen humedales de gran valor. Los biotopos se conservan intencionadamente cuando finaliza la explotación minera. En ellos especies amenazadas encuentran un hábitat ideal para vivir y desovar. Ejemplos de ello son especies como el sapillo de vientre amarillo (Bombina variegata), la ranita de San Antonio (Hyla arborea), el tritón común (Lissotriton vulgaris), el tritón alpino (Ichthyosaura alpestris, antes Mesotriton alpestris y Triturus alpestris) y el tritón crestado (Triturus cristatus).

## Procesado industrial
En primer lugar el material bruto se pone en suspensión con cantidades ingentes de agua de pozo. El valioso material aprovechable se va separando físicamente en un proceso de centrifugado escalonado por hidrociclones (ver separador ciclónico). El sobrante de agua se separa y se prensa y, finalmente las tortas de material prensado sobre papel de filtro se secan cuidadosamente en un secadero alimentado por gas natural, para obtener el producto seco en forma de polvo en su calidad final.

## Usos

### Azul de ultramarino
El primer uso de la Edad Moderna se dio en 1830 ya que el azul ultramar en Alemania se fabricaba utilizando como base la Tierra Silícea de Neuburg. Con anterioridad para su fabricación se necesitaba la valiosa piedra semipreciosa lapislázuli. Esta determinante invención de la producción en flujo fundido de silicatos de aluminio, azufre y otros ingredientes fue un gran impulso para la Tierra Silícea de Neuburg, pues se adecuaba de manera ideal como materia prima por su casi ideal composición y mayor finura. Este uso tan significativo no tiene en la actualidad ninguna relevancia.

### Pulidores
Los pulidores son una larga tradición desde la segunda mitad del siglo XIX y aún a día de hoy su uso está muy extendido como abrasivo en pulidores y limpiadores para el hogar. Debido a la resistencia a los ácidos de la Tierra Silícea de Neuburg y a sus, por naturaleza buenas propiedades pulidoras, la fabricación de pulidores de carácter acético es muy sencilla.

### Carga

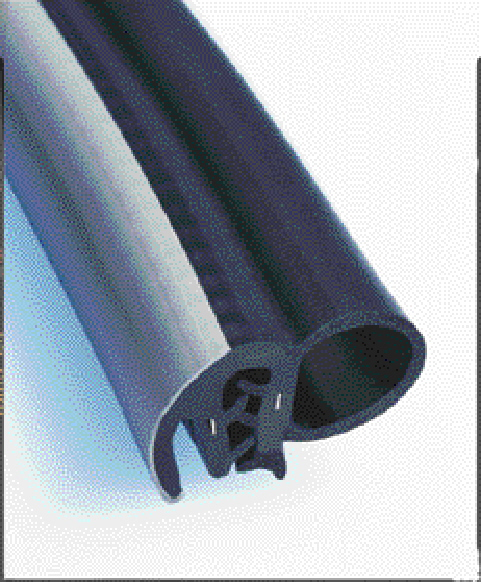
Perfil para automoción.

La Tierra Silícea de Neuburg se utiliza hoy en día fundamentalmente como carga en polímeros. Dicha aplicación comenzó en los años 20 con la expansión de los artículos de caucho. El polvo suelto se caracteriza fundamentalmente por su buena incorporación y su pequeño tamaño de partícula. Entre otros mangueras para automóviles, recubrimientos para suelos, telas para cubiertas de tejados, etc., contienen en parte esta carga. En pinturas y recubrimientos los procesos electroforéticos y los recubrimientos anticorrosión son importantes campos de aplicación. A través de su pureza la Tierra Silícea de Neuburg se puede utilizar también materiales en contacto con alimentos.

### Suplemento dietético
Debido a su buena disponibilidad en el tracto digestivo así como a su contenido en oligoelementos y por el tratamiento cuidadoso al que la Tierra Silícea de Neuburg es sometida así como por su pureza, ésta es adecuada como suplemento dietético.